# Sandra Lencioni
Sandra Lencioni é uma geógrafa brasileira, professora titular do departamento de Geografia da Faculdade de Filosofia, Letras e Ciências Humanas da Universidade de São Paulo. É líder do Grupo de Pesquisas Metamorfoses Metropolitanas e Regionais do Laboratório de Estudos Regionais em Geografia (LERGEO-USP) e tem experiência em geografia regional, abordando temas como teoria da região, metrópole, indústria e São Paulo. Foi orientador do Saint-Clair Cordeiro da Trindade Jr; André dos Santos Baldraia de Souza; Isaque dos Santos Sousa